# Şabran (raion)
Pour la ville, voir Şabran.
Pour les articles homonymes, voir Sabran.
Şabran est l'une des 78 subdivisions de l'Azerbaïdjan. Sa capitale se nomme Dəvəçi.
Auparavant, le raion se nommait Dəvəçi, mais il fut renommé en 2010.

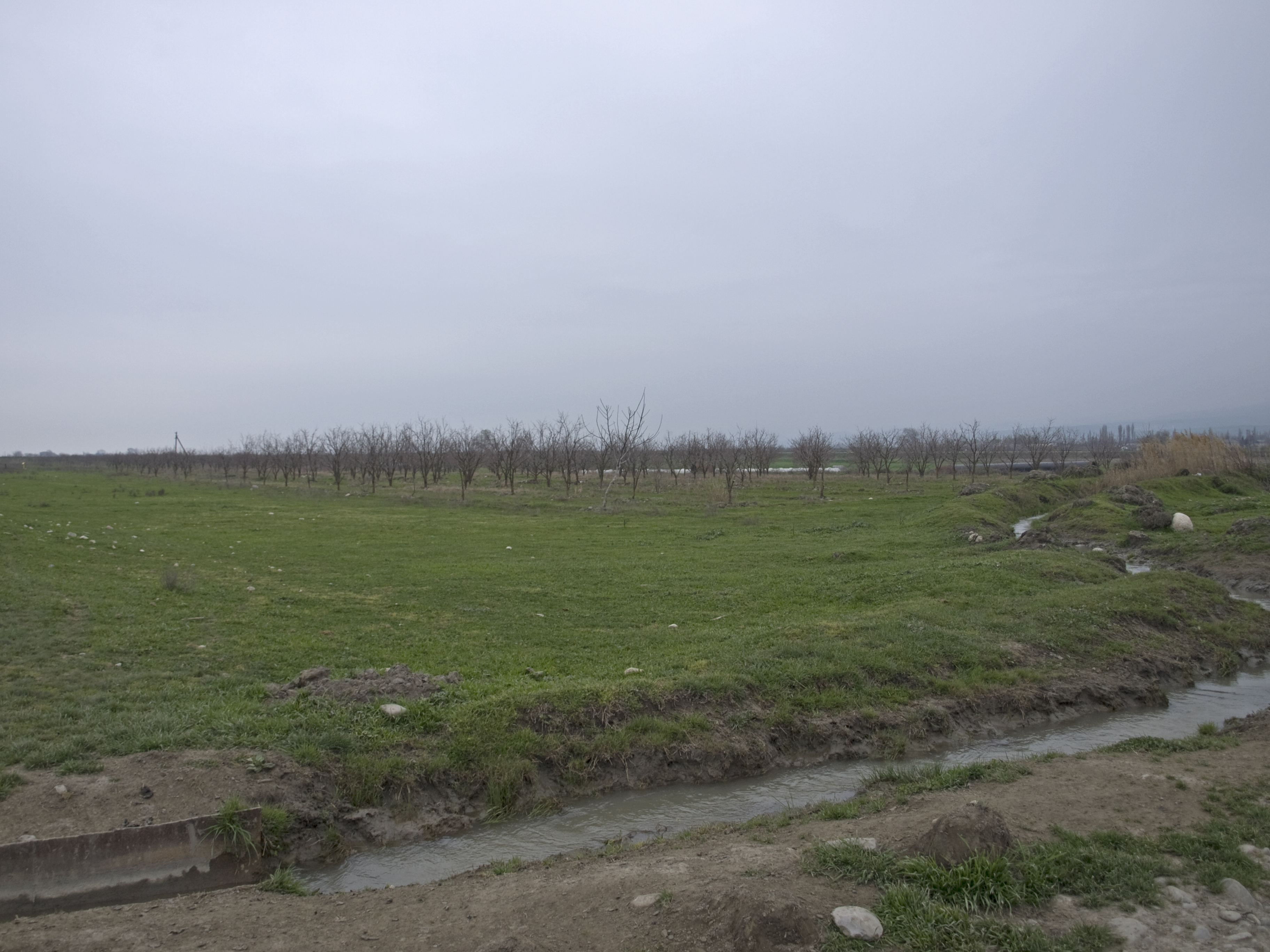
Vergers au nord de Gəndov

## Géographie
La plus grande partie du rayon est montagneuse. La mer Caspienne est située à 12 km de la ville de Chabran. Le rayon est limitrophe des districts de Qouba, Khatchmaz, Chamakhi et Siyazan. Les basses terres de Samour-Davatchi ont une altitude de -28 m au-dessous du niveau de l'océan mondial

### Forêts
Les forêts occupent 27000 ha dans les territoires montagneux et les plaines près de la mer Caspienne et elles sont d'une grande importance avec ses ressources climatiques et naturelles pour le rayon.

### Ressources naturelles
Chabran est situé dans le nord-est du Grand Caucase. Il y a aussi des volcans de boue sur le territoire du rayon. Les races des périodes Crétacé, Paléogène et Néogène se propagent dans les régions montagneuses, mais les races de la période Anthropogénique se propagent dans les parties basses. Le territoire est riche en pétrole, gaz, gravier, sable, argile et autres ressources naturelles. Les eaux minérales médicinales, le sanatorium "Galaalty", les sources de Khaltan à haute température sont largement utilisés par la population.
Les sols marron montagneux, montagneux-marron, marron clair se répandent dans les sols montagneux, mais alcalins, gris, bruns et autres, répandus dans les parties basses. Il y a des grès au bord de la mer. La couverture végétale est constituée d'enchevêtrements de broussailles, de prairies forestières rares, de semi-déserts recouverts de clairières ou de semi-déserts couverts à la fois de clairières et de salines. Le rayon est riche pour sa faune et ses oiseaux d'espèces diverses.

### Climat
Le climat dans les terres basses et les régions de basse montagne est chaud et subtropical, mais dans les régions montagneuses il fait un froid doux. L'été du rayon est sec, la quantité de précipitations annuelles ne dépasse pas 300-600 mm.

## Histoire
Le rayon de Davatchi a été créé le 8 août 1930, mais en 1963, il a été éliminé et inclus dans le district d'Abcheron.  En 1965, le district a été rétabli à nouveau. En 1992, le nouveau rayon de Siyazan a été créé sur la base du rayon de Davatchi par l'ordre de l'Assemblée nationale d'Azerbaïdjan. En 2010, le rayon de Davatchi a été renommé rayon de Chabran.

## Population
La population du rayon était de 53.000 personnes jusqu'en 2011. 

## Villes
Chabran est une ville d'Azerbaïdjan et la ville principale du rayon de Chabran.